# Lega epirota

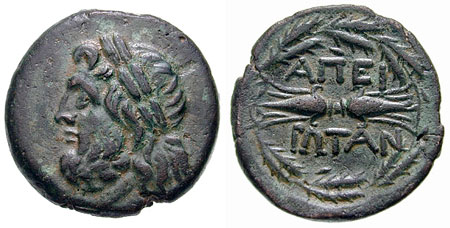
Moneta della lega epirota, con la raffigurazione di Zeus a sinistra e un fulmine con la parola "ΑΠΕΙΡΩΤΑΝ", (APEIROTAN - Epiroti) a destra.

La lega epirota (in greco antico: Κοινὸν Ἠπειρωτῶν?, Koinòn Ēpeirōtôn) fu un'alleanza di comunità (Koinon) epirote, coalizione di città-Stato dell'Epiro nel periodo ellenistico. Questa alleanza fu costituita tra il 370 ed il 320 a.C. e durata fino al 168 a.C.

## Storia

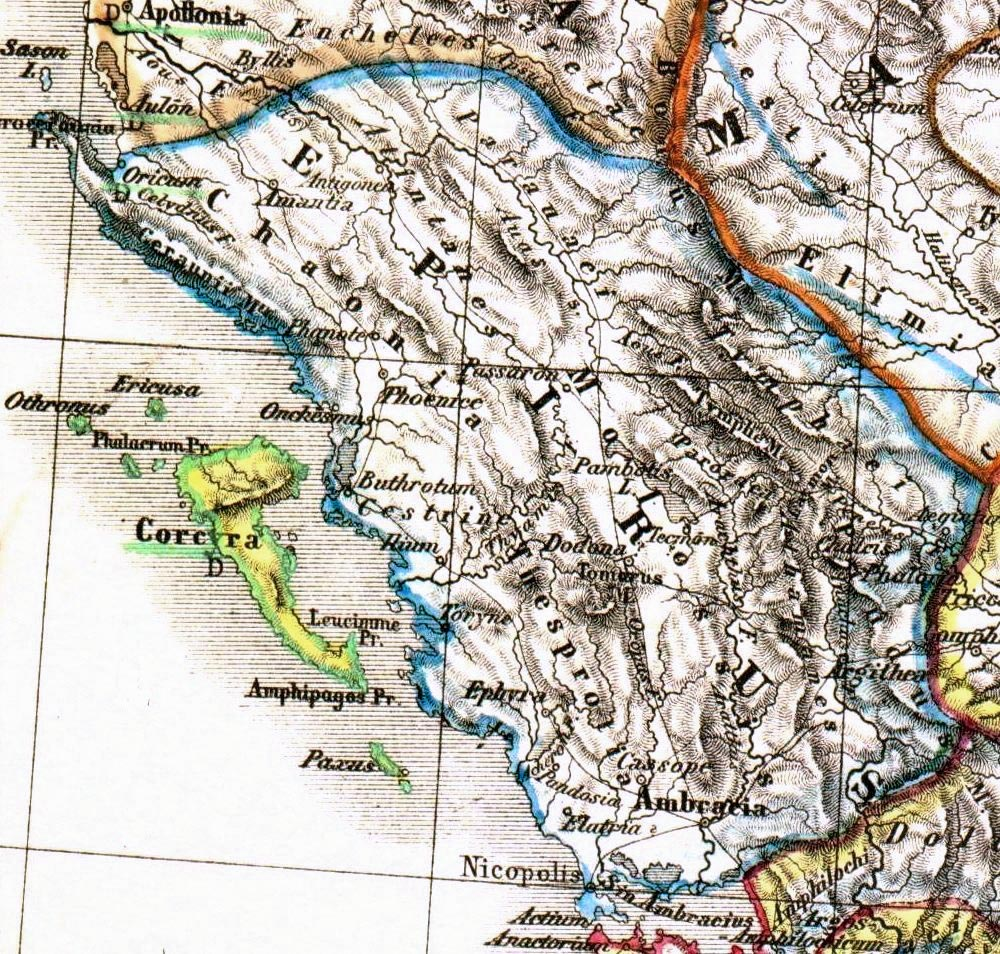
Principali insediamenti e comunità dell'antico Epiro

La coalizione fu istituita tra il 370 e il 320 a.C., all'inizio come lega molossa nel 370 a.C., che contribuì in seguito a unificare le tre tribù principali dell'Epiro (cioè i Molossi, i Tesproti e i Caoni). Il centro politico, economico e culturale della lega epirota era Dodona, in precedenza centro principale dei Molossi. Pirro d'Epiro divenne comandante della lega nel 297 a.C.
Quando il re Agatocle conquistò Corcira, egli offrì l'isola in dote alla figlia Lanassa per il suo matrimonio con Pirro nel 295 a.C. L'isola divenne poi membro della lega epirota. Probabilmente fu allora che venne fondato l'insediamento di Cassiopea, per essere utilizzata come base per le spedizioni del re d'Epiro. L'isola rimase nella lega fino al 255 a.C., quando divenne indipendente dopo la morte di Alessandro II d'Epiro.
La lega fu sconfitta dagli Illiri durante l'invasione illirica dell'Epiro e la battaglia di Fenice, e fu costretta ad entrare in un'alleanza con Teuta per prevenire ulteriori attacchi. Questa alleanza rese ostili gli Epiroti agli Achei e agli Etoli, ma presumibilmente si concluse in seguito alla sconfitta degli illiri nella prima guerra illirica.
Anche se la lega epirota rimase neutrale nelle prime due Guerre macedoniche, fu infine disgregata nella terza guerra macedonica (171-168 a.C.), con i Molossi schierati coi Macedoni e i Caoni e Tesproti a sostegno della Repubblica romana.

## Alcune monete della lega epirota

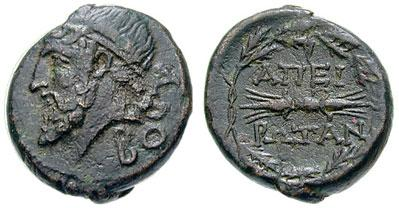
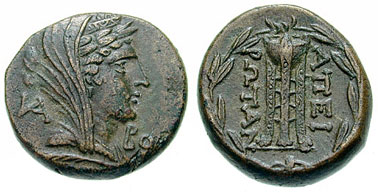
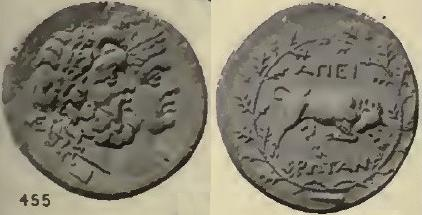